# Kjell Isaksson
Kjell Gunnar Isaksson, född den 28 februari 1948 i Härnösand, är en svensk före detta stavhoppare. Han tävlade för Sundbybergs IK och Österhaninge IF. Han blev Stor Grabb nummer 256 i friidrott år 1969.
Kjell Isaksson hade världsrekordet i stavhopp utomhus under några månader 1972. Han hade världsrekordet inomhus i tre omgångar 1970–1972. Han innehade europarekordet åren 1972 till 1975 och det svenska rekordet 1968 till 1983. Han vann tio SM i stav. Han tog silver i ute-EM 1969 och 1971 och två silver vid EM inomhus 1970 och 1971. Isaksson deltog vid OS 1972 i München, men lyckades halvskadad inte ta sig till final.

## Biografi

### Tidig karriär
Under inomhussäsongen 1967 vann Kjell Isaksson sitt första SM-tecken i stav, på 4,50.
Vid inofficiella inne-EM i Madrid 1968 ("European Indoor Games") kom Isaksson sexa i stav. Han vann ånyo inne-SM, denna gång på 4,65.
Under utomhussäsongen 1968 slog han den 23 juni John-Erik Blomqvists svenska rekord i stavhopp från mars samma år genom att i Smedjebacken hoppa 5,05. Han förbättrade sitt svenska rekord fyra gånger 1968; den 31 juli hoppade han 5,10 i Stockholm; den 11 augusti hoppade han 5,13 i Växjö; den 16 augusti (vid SM som han vann) klarade han 5,20 i Malmö; och den 29 september tog han 5,25 i Mexico City.
Inomhus 1969 deltog Isaksson vid de inofficiella inne-EM i Belgrad och kom, liksom vid motsvarande tävlingar 1968, sexa. Han tog även hem SM, för tredje gången i rad, nu på 4,90.
Utomhus vann han senare under året SM för andra gången, nu på 5,10. Detta år deltog han även vid EM i Aten, där han tog silver på 5,20 efter östtysken Wolfgang Nordwigs 5,30.

### 1970–1971
Vid det första officiella inomhus-EM i friidrott år 1970 (i Wien) tog Isaksson silvermedaljen. Han satte även inomhusvärldsrekord den 9 mars vid inne-SM i Göteborg (där han vann) på 5,34. Han slog därmed Bob Seagrens tidigare rekord med en cm. Detta rekord förlorade han dock under sommaren till Jan Johnson, som hoppade 5,36. 
Under utomhussäsongen 1970 gjorde han tre förbättringar av sitt svenska rekord. Den 27 juni i Skövde hoppade han 5,27; den 19 augusti tog han 5,32 i Malmö; och den 20 september klarade han i Victoria 5,37. Han vann även SM i stav, på 5,10.
1971 återtog Isaksson inomhusvärldsrekordet från Jan Johnson (5,36) genom att hoppa 5,38 i Inglewood den 12 februari. Den 14 mars vid inomhus-EM i Sofia vann östtysken Wolfgang Nordwig på 5,40 före Isaksson på 5,35. Detta betydde dels att Nordwig övertog världsrekordet, dels att Isaksson tog silver. Den senare återtog dock världsrekordet igen, den 19 mars i Cleveland där han hoppade 5,41. 
Utomhussäsongen 1971 såg tre förbättringar av det svenska rekordet från hans sida. Han hoppade den 25 april 5,40 i Hiroshima. Han klarade 5,42 i Iwaki den 3 maj. Och han tog 5,43 i Siena den 19 september. Dessemellan vann han SM för fjärde gången, nu på 5,30. Liksom 1969 deltog han vid EM (denna gång i Helsingfors), och liksom 1969 tog han silvermedaljen efter Wolfgang Nordwig. Denna gång åstadkom de två 5,35 resp. 5,30.

### 1972
| Datum         | Plats                | Resultat |
| 8 april 1972  | Austin, USA          | 5,51 m   |
| 15 april 1972 | Los Angeles, USA     | 5,54 m   |
| 12 juni 1972  | Helsingborg, Sverige | 5,55 m   |

Under inomhussäsongen 1972 förbättrade Isaksson den 26 februari sitt världsrekord till 5,45 vid de amerikanska inomhusmästerskapen i Madison Square Garden i New York. Han blev även amerikansk inomhusmästare 1972. 
Under utomhussäsongen 1972 slog han världsrekordet tre gånger. Den 8 april slog han greken Christos Papanikolaous världsrekord från 1970 (5,49) med ett hopp på 5,51 i Austin. Den 15 april förbättrade han rekordet till 5,54 i Los Angeles. 
Den 23 maj 1972 tävlade han mot bland andra Bob Seagren i El Paso. Vid denna tävling hoppade Seagren 5,59 (över världsrekordet), vilket även Isaksson gjorde några minuter senare. Isaksson vann tävlingen på färre hopp, och stod fortfarande som världsrekordhållare (delad med Seagren). Rekordet skulle efter säsongen underkännas, varför Isakssons hopp på 5,55 i Helsingborg den 12 juni kom att betraktas som gällande världsrekord. Detta världsrekord slogs dock den 2 juli av Bob Seagren som hoppade 5,63. Europarekordet fick han behålla till 1975 då polacken Wladyslaw Kozakiewicz förbättrade det. Det svenska rekordet behöll han tills Miro Zalar först tangerade det (1982) och sedan slog det (1983).
Säsongen 1972 innebar även en satsning på OS. Isaksson blev dock skadad vid SM i Umeå i början på augusti. SM-guldet gick därmed till Hans Lagerqvist. Värre var att Sveriges Olympiska Kommitté krävde att Isaksson i tävling måste visa att han var frisk innan han fick en biljett till München. Man krävde alltså att han skulle tävla innan skadan var läkt. Beslutet ändrades dock, och Isaksson fick åka till OS. Väl där misslyckades han dock i kvaltävlingen och gick inte vidare till finalen.

### Senare år
Isaksson deltog vid inomhus-EM även 1973, men kom då endast tolva, utan resultat. Han vann dock inomhus-SM detta år, på 5,20. Även utomhus vann han SM 1973, på 5,15. 
Vid inomhus-EM 1974 kom han elva. Han vann åter SM utomhus (5,10). Han deltog för tredje gången vid utomhus-EM (i Rom), men kom denna gång endast sexa, på 5,30.
Även 1975 deltog han vid inomhus-EM och kom denna gång åtta. Under utomhussäsongen vann han SM i stav(5,25).
Isaksson deltog vid inomhus-EM även 1976 (i München) och kom då nia.
Isaksson vann ytterligare tre konsekutiva SM i stav åren 1977, 1978 och 1979, nu med resultaten 5,20, 5,20 och 5,10. Han deltog en sista gång vid inomhus-EM 1978 (i Milano) och kom denna gång på nionde plats. Han vann även SM inomhus några gånger till: 1978 på 5,20, 1985 på 5,10 och 1986 på (återigen) 5,10.
Isakssons personbästa i stav är 5,59.

### Övrigt
Förutom för sina rena tävlingsprestationer blev han känd för en större publik, då han var framgångsrik deltagare i TV-programmet Superstars och Mästarnas mästare. Han blev senare idrottslärare på Enbacksskolan i Stockholmsförorten Tensta. Kjell omhändertog en hemlös katt vid namn Benjamin. Katten kallades "Solhöjdens Kung" och var bland annat känd för att på egen hand ha rest till Göteborg.
Isaksson tillhörde 2006 den svenska eliten i bowling. Under tiden 1967 och 1969 tog Kjell Isaksson examen som gymnastikdirektör vid Gymnastik- och idrottshögskolan. 
Kjell deltog i mästarnas mästare 2019 där han bland annat stod i 90 grader i över 11 minuter. 
Hans son Klas Isaksson är en av medlemmarna i musikgruppen Den Svenska Björnstammen.